# Chlorocypha aurora
Chlorocypha aurora  (лат.) — вид стрекоз из семейства Chlorocyphidae.
Экваториальная Африка: Камерун. Участок леса около реки на уровне моря.

## Описание
Среднего размера металлически блестящие стрекозы разнообразной окраски (зеленовато-оранжево-чёрные, ноги тёмные). Длина тела около 2 см, крыла — около 3 см. Длина заднего крыла 18,5 — 19,5 мм. Вид был впервые описан в 2015 году энтомологами Клаасом Дийкстра (Klaas-Douwe B. Dijkstra; Naturalis Biodiversity Center, Лейден, Нидерланды), Йенсом Киппингом (Jens Kipping; BioCart Environmental Consulting, Taucha/Лейпциг, Германия) и Николасом Мезьером (Nicolas Mézière; Куру, Французская Гвиана).